# Ekološka poljoprivreda
Ekološka poljoprivreda (alter. naziv Organska poljoprivreda) je poseban sustav održivoga gospodarenja u poljoprivredi i šumarstvu koji obuhvaća uzgoj bilja i životinja, proizvodnju hrane, sirovina i prirodnih vlakana te preradu primarnih proizvoda, a uključuje sve ekološki, gospodarski i društveno opravdane proizvodno-tehnološke metode, zahvate i sustave, najpovoljnije koristeći plodnost tla i raspoložive vode, prirodna svojstva biljaka, životinja i krajobraza, povećanje prinosa i otpornosti biljaka s pomoću prirodnih sila i zakona, uz propisanu uporabu gnojiva, sredstava za zaštitu bilja i životinja.

## Vanjske poveznice
- Zakonu o ekološkoj proizvodnji poljoprivrednih i prehrambenih proizvoda